# Eric Hobsbawm
Eric John Ernest Hobsbawm (Alexandria, 9 de junho de 1917 – Londres, 1 de outubro de 2012) foi um historiador marxista britânico reconhecido como um importante nome da intelectualidade do século XX. Ao longo de toda a sua vida, Hobsbawm foi membro do Partido Comunista Britânico.
Um de seus interesses foi o desenvolvimento das tradições. Seu trabalho é um estudo da construção dessas tradições no contexto do Estado-nação. Argumentou que muitas vezes as tradições são inventadas por elites nacionais para justificar a existência e importância de suas respectivas nações.

## Vida
Nascido no Egito, ainda sob dominação britânica. Obteve a cidadania britânica por ser filho de pai inglês. Seu sobrenome foi alterado por erro de escrituração: era filho de Leopold Percy Hobsbaum, inglês, e Nelly Grün, austríaca, ambos judeus. Teve uma irmã, Nancy. Passou os primeiros anos de sua vida em Viena e Berlim. Nessa época, tanto a Áustria quanto a Alemanha sofriam com a crise econômica e a convulsão social, consequências diretas da Primeira Guerra Mundial.
Seu pai morreu em 1929, e sua mãe em 1931. Ele e sua irmã foram adotados pela tia materna, Gretl, e por seu tio paterno, Sydney, que se casaram e tiveram um filho, Peter. A família mudou-se para Londres em 1933.
Em 1947 passou a lecionar no Birkbeck College, em Londres, mas só foi promovido em 1970. Ele atribuía essa demora às suas posições políticas.
Hobsbawm casou-se duas vezes: a primeira, com Muriel Seaman, em 1943, de quem se divorciou em 1951, e a segunda, com Marlene Schwarz. Com esta última, teve dois filhos, Julia e Andy. Teve também um filho fora do casamento, Joshua Bennathan.
Morreu em 1.° de outubro de 2012, no hospital Free Royal de Londres, de pneumonia, entre outras complicações decorrentes da leucemia.

## Política, vida acadêmica e obra
Aos 14 anos de idade, ainda em Berlim, ingressou no Sozialistischer Schülerbund (Federação dos Estudantes Socialistas), uma ramificação da Kommunistischer Jugendverband Deutschlands (Liga da Juventude Comunista da Alemanha).
Em 1933, quando Adolf Hitler chegou ao poder, Hobsbawm mudou-se para Londres. Já havia nesse período iniciado seus estudos das obras de Karl Marx. Fugindo das perseguições nazistas, mas também por ter ganhado uma bolsa para estudar na Universidade de Cambridge, Hobsbawm formou-se em História. Um evento importante para a sua formação intelectual e para o início de sua trajetória como historiador foi a resolução de seu tio de se mudar da Alemanha, levando a família e os negócios para a Inglaterra, assim que Hitler, mesmo ficando em segundo lugar nas eleições de 1933, foi chamado para ser primeiro-ministro, a pedido do presidente Paul von Hindenburg, do Partido Conservador, vencedor das eleições. Essa atitude garantiu a tranquilidade da família, que era judia, bem como a salvação de suas economias. Hobsbawm vê nesse acontecimento a evidência cabal de que análises históricas bem formuladas podem indicar as tendências futuras com um grau elevado de acerto. Uma de suas preocupações é aprimorar as análises históricas para criar mecanismos mais eficientes de predições econômicas e sociais. Ele mesmo faz algumas em seus livros, como a dificuldade de Israel se manter no Oriente Médio se tiver como apoio apenas a força militar. Tornou-se militante político de esquerda e, em 1936, ingressou no Partido Comunista da Grã-Bretanha, no qual permaneceu até seu falecimento, em 2012.
Durante a Segunda Guerra Mundial (1939–1945), serviu ao Exército Britânico. No início, nos anos de 1939–1940, fez parte de uma divisão que cavava trincheiras e preparava bunkers no litoral do país, como forma de impedir a "Operação Leão Marinho" (invasão da Inglaterra por exércitos anfíbios). Posteriormente, foi responsável por trabalhos de inteligência, pois dominava quatro idiomas. Com o fim da guerra, Hobsbawm retornou à Universidade de Cambridge para o curso de doutorado. Também nessa época juntou-se a alguns colegas e formou o Grupo de Historiadores do Partido Comunista.
Nos anos 1960, integrou um grupo de historiadores marxistas britânicos, com Christopher Hill, Rodney Hilton e Edward Palmer Thompson, todos desiludidos com o estalinismo e o Partido Comunista. O grupo buscava entender a história da organização das classes populares, suas lutas e ideologias, através da chamada História Social. Porém, ao contrário dos outros membros do grupo, que eram contra o Partido Comunista desde 1956 (após a invasão soviética da Hungria), Hobsbawm continuou sendo membro do partido até o colapso da União Soviética. "Eu não queria romper com a tradição que era a minha vida e com o que eu pensava quando me envolvi com ela. Ainda acho que era uma grande causa, a causa da emancipação da humanidade. Talvez nós tenhamos ido pelo caminho errado, talvez tenhamos montado o cavalo errado, mas você tem de permanecer na corrida, caso contrário, a vida não vale a pena ser vivida", diria posteriormente ao New York Times, numa entrevista de 2003.
Para analisar a história do trabalhismo e os diversos aspectos que a envolvem, como as revoluções burguesas, o processo de industrialização, as diferentes manifestações de resistência, luta e revolta da classe trabalhadora, Hobsbawm dedicou-se à interpretação do século XIX.
Sobre esse período, que, segundo ele, vai de 1789 (ano da Revolução Francesa) a 1914 (início da Primeira Guerra Mundial), publicou estudos importantes, como Era das Revoluções (1789–1848), A Era do Capital (1848–1875) e A Era dos Impérios (1875–1914). Hobsbawm foi também responsável por análises aprofundadas sobre o que chama de "o breve século XX". Seu livro Era dos Extremos, lançado em 1994, na Inglaterra, tornou-se uma das obras mais lidas e indicadas sobre a história recente da humanidade, como um testemunho pessoal da perspectiva de um historiador que presenciou como espectador os principais acontecimentos. Nela, o historiador analisa o período que vai de 1917 — fim da Primeira Guerra Mundial e ano da Revolução Russa — até 1991, com o colapso da União Soviética e o fim dos regimes socialistas no Leste Europeu. Logo no início da Obra, Hobsbawm diz: "Meu tempo de vida coincide com a maior parte da época de que trata este livro". Percebe-se em Hobsbawm o esforço de fazer uma História Total, para isso ele busca fundamentos para sua tese nos campos da política, economia e da cultura. Ele chega ainda mais longe, fala da poluição e deterioração ecológica do século XX, mostrando que as as emissões de dióxido de carbono que aqueciam a atmosfera quase triplicaram entre 1950 e 1973, quer dizer, a concentração desse gás na atmosfera é quase 1% ao ano.
Em 1966, publicou o livro Bandidos, onde argumentava que Lampião praticava o banditismo social. Ele seria um defensor do povo e vingador dos oprimidos.
Também importante no conjunto de sua obra é seu livro mais recente, Tempos Interessantes, publicado em 2002, no qual discorre novamente sobre o século XX e relaciona fatos históricos com sua trajetória de vida, sendo por isso considerado como uma obra autobiográfica.
Em 2003, Hobsbawm ganhou o Prêmio Balzan para a História da Europa desde 1900.
Considerado um dos mais importantes historiadores contemporâneos, Hobsbawm utilizou-se do método marxista de análise histórica, sempre partindo do conceito de luta de classes. Foi membro da Academia Britânica e da Academia Americana de Artes e Ciências. Foi também professor de História no Birkbeck College (Universidade de Londres) e da New School for Social Research de Nova Iorque.
Entre seus livros, destacam-se estudos sobre as classes dominadas, como Trabalhadores, Bandidos e História Social do Jazz. Escreveu também sobre a história das ideologias políticas e sociais, em Nações e Nacionalismos e A Invenção das Tradições, além da autobiografia Tempos Interessantes.

## Livros publicados
- A Era das Revoluções
- Era do Capital
- A Era dos Impérios
- Era dos Extremos - o breve século XX
- Sobre História
- Globalização, Democracia e Terrorismo
- Da Revolução Industrial Inglesa ao Imperialismo. Rio de Janeiro: Forense-Universitária, 1979 (Segunda Edição)
- História Social do Jazz
- Pessoas Extraordinárias: Resistência, Rebelião e Jazz
- Nações e Nacionalismo desde 1780
- Tempos Interessantes (autobiografia)
- Os Trabalhadores: Estudos Sobre a História do Operariado
- Mundos do Trabalho: Novos Estudos Sobre a História Operária
- Revolucionários: Ensaios Contemporâneos
- Estratégias para uma Esquerda Racional
- Ecos da Marselhesa : dois séculos revêem a Revolução Francesa. São Paulo: Companhia das Letras, 1996.
- As Origens da Revolução Industrial. São Paulo: Global Editora, 1979.
- Bandidos. Rio de Janeiro: Forense Universitária, 1976.
- "Tempos fraturados: cultura e sociedade no século XX". Tradução: Berilo Vargas. Companhia das Letras, 2013.

### Coedição ou organização
- A Invenção das Tradições
- História do Marxismo (12 volumes)